# Black and White (Album)
Black and White ist das dritte Album der britischen Band The Stranglers. Es wurde am 12. Mai 1978 durch United Artists veröffentlicht und erreichte Position 2 der britischen Albumcharts, was es zu einem der erfolgreichsten Alben der britischen Punk-Ära machte.

## Titelliste
1. Tank (2:54)
2. Nice 'n' Sleazy (3:11)
3. Outside Tokyo (2:06)
4. Sweden (All Quiet on the Eastern Front) (2:47)
5. Hey! (Rise of the Robots) (2:13)
6. Toiler on the Sea (5:23)
7. Curfew (3:10)
8. Threatened (3:30)
9. Do You Wanna (2:38)
10. Death and Night and Blood (Yukio) (2:50)
11. In the Shadows (4:15)
12. Enough Time (4:16)

Alle Stücke wurden von „The Stranglers“ geschrieben, sind also eine Gemeinschaftsarbeit von Hugh Cornwell, Jean-Jacques Burnel, Dave Greenfield und Jet Black.

## Entstehungsgeschichte
Produzent des Albums war, wie bei den beiden Vorgängeralben, Martin Rushent.
Den ersten 75.000 LPs lag eine Gratissingle aus weißem Vinyl bei, die drei Titel enthielt: Walk On By (Cover eines von Burt Bacharach und Hal David geschriebenen Stückes), Mean To Me und Tits.
Der Titel des Stücks Death and Night and Blood ist dem Roman Kamen no Kokuhaku von Mishima Yukio entnommen. Das Stück In the Shadows war 1977 bereits als B-Seite der Single No More Heroes (vom gleichnamigen Album) veröffentlicht worden. Vom Stück Sweden gibt es eine Fassung mit schwedischem Text namens Sverige, die in Schweden veröffentlicht wurde. Nach Beendigung seines Studiums der Biochemie hatte Cornwell eine Zeitlang an der Universität Lund geforscht und hatte so einen Bezug zur schwedischen Sprache.

## Rezeption
Das Album blieb 18 Wochen in den britischen Musikcharts und erreichte dort Position 2. Als einzige Single des Albums wurde Nice 'n' Sleazy veröffentlicht, das Position 18 erreichte. Das ursprünglich nur für Werbezwecke gedachte Walk On By wurde noch als reguläre Single veröffentlicht; auf der B-Seite befand sich neben Tank auch der Titel Old Codger, der mit George Melly als Sänger und Lew Lewis an der Mundharmonika eingespielt wurde.
Allmusic vergab 2.5 von 5 Sternen. Alex Ogg konstatierte für die Website, dass Black and White das bis dato schwächste Album der Stranglers sei, aber „absolut atemberaubende Momente“ habe. Ira Robbins urteilte für Trouser Press, Black and White sei ein „minderwertiger Aufguss vorheriger Werke“. David Quantick zog im Rahmen einer Rezension für die BBC Vergleiche mit Gang of Four und Joy Division, hob die „brutale“ Produktion und Atmosphäre des Albums hervor und merkte an, dass die Band textlich mit Black and White eine Abkehr vom Machismo der Vorgängeralben einleite.
Die Aufführung des Stückes Nice 'n' Sleazy im Rahmen eines selbstorganisierten Festivals im Battersea Park in London im Herbst 1978 sorgte für etwas Medienecho, da sich während des Liedes mehrere von der Band bestellte männliche und weibliche Stripper entkleideten. Seitens Frauenrechtsorganisationen wurde der Band nach diesem Auftritt Sexismus unterstellt, was die Band zum Anlass nahm, dieses gestalterische Element auch in weitere Bühnenshows einzubauen.